# Zeuthen
Zeuthen – gmina w Niemczech w kraju związkowym Brandenburgia, w powiecie Dahme-Spreewald. Położona bezpośrednio na południe od Berlina, połączona z nim linią kolei miejskiej S-Bahn, liczy ok. 10,2 tys. mieszkańców.

## Historia
W czasach NRD Zeuthen było siedzibą Instytutu Fizyki Wysokich Energii (Institut für Hochenergiephysik IfH), największego w NRD ośrodka badawczego zajmującego się fizyką cząstek elementarnych, należącego do Akademii Nauk NRD. Po Zjednoczeniu Niemiec instytut został połączony z laboratorium DESY w Hamburgu i stał się jego filią.

## Współpraca zagraniczna
Miastem partnerskim Zeuthen w Polsce są Małomice w województwie lubuskim oraz Interlaken w Szwajcarii.